# Retro-Hugo
Începând cu a 54-a ediție a Worldcon-ului (1996), World Science Fiction Society a creat un premiu "Retro Hugos", un premiu Hugo acordat retroactiv pentru lucrări din urmă cu 50, 75 sau 100 de ani. Premiul Retro Hugo a fost acordat de trei ori: pentru 1946, 1951 și 1954. Se premiază romane, nuvele, nuvelet, povestiri, aceleași categorii ca și la Premiul Hugo. Lucrările premiate aveau 50 ani vechime. Retro Hugo a fost acordat în anul 2014 pentru o lucrare din anul 1939. Următorul premiu Retro Hugo poate fi acordat în 2016 pentru lucrare din anul 1941.

## Premiul Retro-Hugo pentru roman
| An   | Anul premierii | Autor(i)                                         | Roman                                                    | Editor/Editură             | Ref   |
| ---- | -------------- | ------------------------------------------------ | -------------------------------------------------------- | -------------------------- | ----- |
| 1946 | 1996           | Isaac Asimov*                                    | The Mule                                                 | Astounding Science-Fiction | [ 3 ] |
| 1946 | 1996           | A. E. van Vogt                                   | The World of Null-A                                      | Astounding Science-Fiction | [ 3 ] |
| 1946 | 1996           | C. S. Lewis                                      | That Hideous Strength (cunoscută ca The Tortured Planet) | John Lane                  | [ 3 ] |
| 1946 | 1996           | Fritz Leiber                                     | Destiny Times Three                                      | Astounding Science-Fiction | [ 3 ] |
| 1946 | 1996           | Edmond Hamilton (sub pseudonimul Brett Sterling) | Red Sun of Danger (cunoscută ca Danger Planet)           | Startling Stories          | [ 3 ] |
| 1951 | 2001           | Robert A. Heinlein*                              | Farmer in the Sky                                        | Boys' Life                 | [ 4 ] |
| 1951 | 2001           | Isaac Asimov                                     | Pebble in the Sky                                        | Doubleday                  | [ 4 ] |
| 1951 | 2001           | C. S. Lewis                                      | The Lion, the Witch and the Wardrobe                     | Geoffrey Bles              | [ 4 ] |
| 1951 | 2001           | Edward E. Smith                                  | First Lensman                                            | Fantasy Press              | [ 4 ] |
| 1951 | 2001           | Jack Vance                                       | The Dying Earth                                          | Hillman Periodicals        | [ 4 ] |
| 1954 | 2004           | Ray Bradbury*                                    | Fahrenheit 451                                           | Ballantine Books           | [ 5 ] |
| 1954 | 2004           | Arthur C. Clarke                                 | Childhood's End                                          | Ballantine Books           | [ 5 ] |
| 1954 | 2004           | Hal Clement                                      | Mission of Gravity                                       | Astounding Science-Fiction | [ 5 ] |
| 1954 | 2004           | Isaac Asimov                                     | The Caves of Steel                                       | Galaxy Science Fiction     | [ 5 ] |
| 1954 | 2004           | Theodore Sturgeon                                | More Than Human                                          | Farrar, Straus and Giroux  | [ 5 ] |

## Premiul Retro-Hugo pentru nuvelă
| An   | Anul premierii | Autor(i)            | Nuvela                         | Editor/Editură                            | Ref   |
| ---- | -------------- | ------------------- | ------------------------------ | ----------------------------------------- | ----- |
| 1946 | 1996           | George Orwell*      | "Animal Farm"                  | Secker and Warburg                        | [ 3 ] |
| 1946 | 1996           | Isaac Asimov        | "Dead Hand"                    | Astounding Science-Fiction                | [ 3 ] |
| 1946 | 1996           | A. Bertram Chandler | "Giant Killer"                 | Astounding Science-Fiction                | [ 3 ] |
| 1946 | 1996           | Richard S. Shaver   | "I Remember Lemuria"           | Amazing Stories                           | [ 3 ] |
| 1951 | 2001           | Robert A. Heinlein* | "The Man Who Sold the Moon"    | Shasta Publishers                         | [ 4 ] |
| 1951 | 2001           | Theodore Sturgeon   | "The Dreaming Jewels"          | Fantastic Adventures                      | [ 4 ] |
| 1951 | 2001           | Isaac Asimov        | "...And Now You Don't"         | Astounding Science-Fiction                | [ 4 ] |
| 1951 | 2001           | H. Beam Piper       | "Last Enemy"                   | Astounding Science-Fiction                | [ 4 ] |
| 1951 | 2001           | L. Ron Hubbard      | "To the Stars"                 | Astounding Science-Fiction                | [ 4 ] |
| 1954 | 2004           | James Blish*        | "A Case of Conscience"         | If                                        | [ 5 ] |
| 1954 | 2004           | Poul Anderson       | "Three Hearts and Three Lions" | The Magazine of Fantasy & Science Fiction | [ 5 ] |
| 1954 | 2004           | Theodore Sturgeon   | "...And My Fear is Great..."   | Beyond Fantasy Fiction                    | [ 5 ] |
| 1954 | 2004           | Poul Anderson       | "Un-Man"                       | Astounding Science-Fiction                | [ 5 ] |
| 1954 | 2004           | Charles L. Harness  | "The Rose"                     | Authentic Science Fiction                 | [ 5 ] |

## Premiul Retro-Hugo pentru nuveletă
| An   | Anul premierii | Autor(i)            | Nuveletă                               | Editor/Editură             | Ref   |
| ---- | -------------- | ------------------- | -------------------------------------- | -------------------------- | ----- |
| 1946 | 1996           | Murray Leinster*    | "First Contact"                        | Astounding Science-Fiction | [ 3 ] |
| 1946 | 1996           | Fredric Brown       | "Pi in the Sky"                        | Thrilling Wonder Stories   | [ 3 ] |
| 1946 | 1996           | Lester del Rey      | "Into Thy Hands"                       | Astounding Science-Fiction | [ 3 ] |
| 1946 | 1996           | A. E. van Vogt      | "The Mixed Men"                        | Astounding Science-Fiction | [ 3 ] |
| 1946 | 1996           | Lewis Padgett       | "The Piper's Son"                      | Astounding Science-Fiction | [ 3 ] |
| 1951 | 2001           | Cyril M. Kornbluth* | "The Little Black Bag"                 | Astounding Science-Fiction | [ 4 ] |
| 1951 | 2001           | Cordwainer Smith    | "Scanners Live in Vain"                | Fantasy Book               | [ 4 ] |
| 1951 | 2001           | Poul Anderson       | "The Helping Hand"                     | Astounding Science-Fiction | [ 4 ] |
| 1951 | 2001           | James Blish         | "Okie"                                 | Astounding Science-Fiction | [ 4 ] |
| 1951 | 2001           | Eric Frank Russell  | "Dear Devil"                           | Other Worlds               | [ 4 ] |
| 1954 | 2004           | James Blish*        | "Earthman, Come Home"                  | Astounding Science-Fiction | [ 5 ] |
| 1954 | 2004           | Philip K. Dick      | "Second Variety"                       | Space Science Fiction      | [ 5 ] |
| 1954 | 2004           | Poul Anderson       | "The Adventure of the Misplaced Hound" | Universe                   | [ 5 ] |
| 1954 | 2004           | Poul Anderson       | "Sam Hall"                             | Astounding Science-Fiction | [ 5 ] |
| 1954 | 2004           | Theodore Cogswell   | "The Wall Around the World"            | Beyond Fantasy Fiction     | [ 5 ] |

## Premiul Retro-Hugo pentru povestire
| An   | Anul premierii | Autor(i)          | Povestire                               | Editor/Editură                                     | Ref   |
| ---- | -------------- | ----------------- | --------------------------------------- | -------------------------------------------------- | ----- |
| 1946 | 1996           | Hal Clement*      | "Uncommon Sense"                        | Astounding Science-Fiction                         | [ 3 ] |
| 1946 | 1996           | Murray Leinster   | "The Ethical Equations"                 | Astounding Science-Fiction                         | [ 3 ] |
| 1946 | 1996           | Fredric Brown     | "The Waveries"                          | Astounding Science-Fiction                         | [ 3 ] |
| 1946 | 1996           | Lewis Padgett     | "What You Need"                         | Astounding Science-Fiction                         | [ 3 ] |
| 1946 | 1996           | Raymond F. Jones  | "Correspondence Course"                 | Astounding Science-Fiction                         | [ 3 ] |
| 1951 | 2001           | Damon Knight*     | "To Serve Man"                          | Galaxy Science Fiction                             | [ 4 ] |
| 1951 | 2001           | Fritz Leiber      | "Coming Attraction"                     | Galaxy Science Fiction                             | [ 4 ] |
| 1951 | 2001           | Richard Matheson  | "Born of Man and Woman"                 | The Magazine of Fantasy and Science Fiction        | [ 4 ] |
| 1951 | 2001           | A. J. Deutsch     | "A Subway Named Mobius"                 | Astounding Science-Fiction                         | [ 4 ] |
| 1951 | 2001           | Reginald Bretnor  | "The Gnurrs Come from the Voodvork Out" | The Magazine of Fantasy and Science Fiction        | [ 4 ] |
| 1954 | 2004           | Arthur C. Clarke* | "The Nine Billion Names of God"         | Ballantine Books (Star Science Fiction Stories #1) | [ 5 ] |
| 1954 | 2004           | Jerome Bixby      | "It's a Good Life"                      | Ballantine Books (Star Science Fiction Stories #2) | [ 5 ] |
| 1954 | 2004           | Alfred Bester     | "Star Light, Star Bright"               | The Magazine of Fantasy & Science Fiction          | [ 5 ] |
| 1954 | 2004           | Theodore Sturgeon | "A Saucer of Loneliness"                | Galaxy Science Fiction                             | [ 5 ] |
| 1954 | 2004           | Robert Sheckley   | "Seventh Victim"                        | Galaxy Science Fiction                             | [ 5 ] |